# Stafford (Virginia)
Stafford (Stafford Courthouse) è un census-designated place (CDP) degli Stati Uniti d'America, situato nello stato della Virginia, nella contea di Stafford, della quale è il capoluogo.